# Rätt upp i 90-talet!
Rätt upp i 90-talet! (engelska: Blast from the Past) är en amerikansk romantisk komedifilm som hade biopremiär i USA den 12 februari 1999.

## Handling
Atomfysikern Calvin Webber (Christopher Walken) blir under 1960-talets kalla krig paranoiskt rädd för en kärnvapenattack från ryssarna. Därför bygger han ett bombsäkert skyddsrum. När han får se Kubakrisen utspela sig i TV i oktober 1962, beger sig han och hans gravida fru ner i skyddsrummet. Samtidigt havererade ett F-86 Sabre-plan, precis på familjens hus, vilket får alla deras släktingar att tro att Webber och hans fru har dött. Eftersom kraschen är det sista Webber ser innan dörren stängs, tror han att familjen blir de enda överlevande i katastrofen.
35 år senare, när dörrarna till skyddsrummet öppnas automatiskt, tvingas Webbers son Adam, som levt hela sitt liv i skyddsrummet, inrett baserat på hur världen var 1962, ut i världen för att skaffa hjärtmedicin åt fadern. Hans naivitet krockar med hur världen har förändrats, något som får affärsanställda Evas hjärta att smälta. Tillsammans ger de sig ut i världen för att leta reda på en fru till Adam. Men Evas homosexuella rumskamrat Troy får båda att inse att de är kära i varandra.

## Om filmen
Rätt upp i 90-talet! regisserades av Hugh Wilson, som även skrivit filmens manus tillsammans med Bill Kelly.

## Rollista (urval)
- Brendan Fraser - Adam Webber
- Alicia Silverstone - Eve Rustikoff
- Christopher Walken - Calvin Webber
- Sissy Spacek - Helen Thomas Webber
- Dave Foley - Troy
- Joey Slotnick - Soda Jerk / ärkebiskop Melker
- Dale Raoul - mamma
- Nathan Fillion - Cliff

### Fotnoter
1. ↑  ”Blast from the Past” (på engelska). Box Office Mojo. 12 februari 1999. http://www.boxofficemojo.com/movies/?id=blastfromthepast.htm. Läst 20 september 2016.